# Rudolph von Wachs

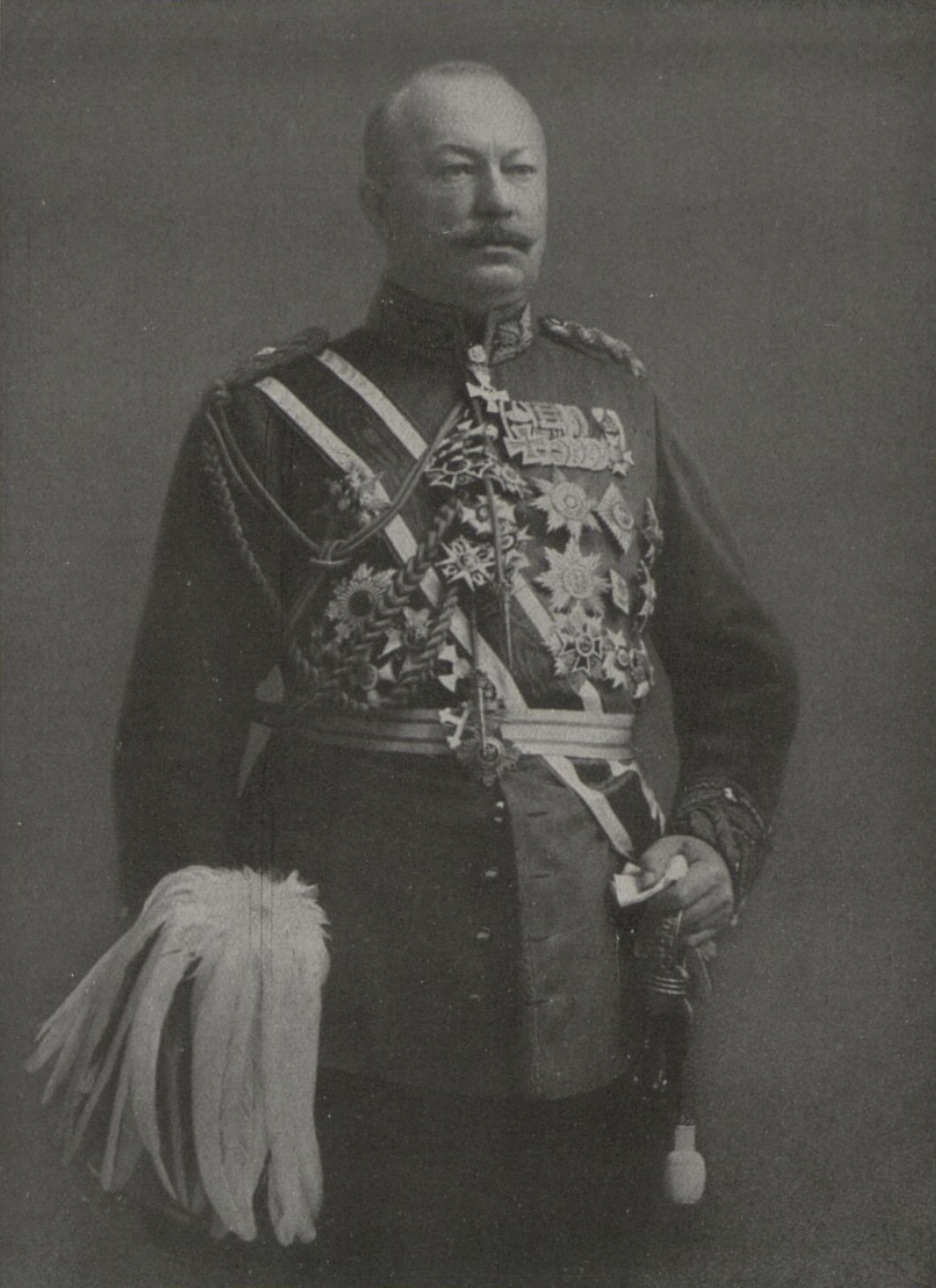
Wachs in Uniform

Rudolph Heinrich Wilhelm Wachs, seit 1905 von Wachs (* 7. März 1850 in Sontra; † 2. Juli 1916), war ein preußischer General der Infanterie.

## Leben
Wachs war der Sohn eines Kaufmanns. Er trat am 1. Oktober 1869 als Einjährig-Freiwilliger in das 2. Hannoversche Infanterie-Regiment Nr. 77 der Preußischen Armee ein. Mit dem Regiment nahm Wachs während des Krieges gegen Frankreich 1870/71 an den Kämpfen bei Colombey, Gravelotte, Noisseville sowie der Belagerung von Metz teil und wurde mit dem Eisernen Kreuz II. Klasse ausgezeichnet.
Nach dem Friedensschluss absolvierte er die Kriegsschule Hannover und wurde im Anschluss am 9. März 1872 zum Sekondeleutnant befördert. Er fungierte die kommenden Jahre als Adjutant des Füsilier-Bataillons sowie als Regimentsadjutant und wurde am 22. März 1881 Premierleutnant. Unter Stellung à la suite seines Regiments folgte am 7. September 1881 seine Versetzung als Adjutant zur 38. Infanterie-Brigade. Am 14. April 1887 wurde Wachs unter Belassung in seiner Stellung à la suite des 4. Posenschen Infanterie-Regiments Nr. 59 gestellt und gleichzeitig zum Hauptmann befördert. Vom 16. Juli 1887 bis 16. Dezember 1889 war er dann als Kompaniechef in diesem Regiment tätig. Anschließend kommandierte man ihn zur Dienstleistung zum Kriegsministerium nach Berlin und verwendete ihn als Adjutant des provisorischen Waffen-Departements. Am 23. März 1890 wurde Wachs in das Ministerium versetzt und am 17. September 1892 zum Major befördert. Als solcher war er vom 19. März bis zum 30. November 1896 Kommandeur des III. Bataillons im 3. Großherzoglich Hessischen Infanterie-Regiment (Leib-Regiment) Nr. 117 in Mainz. Anschließend erneut zur Dienstleistung bei Kriegsministerium kommandiert, wurde Wachs am 22. März 1897 mit der Führung der Geschäfte als Chef der 1. Abteilung (Z 1) des Zentral-Departements beauftragt. In dieser Stellung am 18. April 1899 zum Oberstleutnant befördert, wurde er schließlich am 22. Mai 1900 zum Abteilungschef ernannt. Daran schloss sich am 18. Mai 1901 unter gleichzeitiger Beförderung zum Oberst seine Ernennung zum Direktor des Zentral-Departements an. Hier wirkte Wachs die kommenden zwölf Jahre. Er stieg bis zum General der Infanterie auf und wurde zwischenzeitlich im August 1905 durch Wilhelm II. in den erblichen preußischen Adelsstand erhoben.
Am 7. Juli 1913 entband man Wachs von seinem Posten als Direktor des Zentral-Departements und versetzte ihn zu den Offizieren von der Armee. In Genehmigung seines Abschiedsgesuches wurde Wachs am 18. August 1913 mit der gesetzlichen Pension und der Erlaubnis zum Tragen der Uniform des 2. Hannoverschen Infanterie-Regiments Nr. 77 zur Disposition gestellt.
Während des Ersten Weltkriegs wurde Wachs als z.D.-Offizier wiederverwendet und war als Generalkommissar für die militärische Jugendausbildung in Berlin und Brandenburg tätig. In dieser Funktion ist er am 2. Juli 1916 verstorben.